# Фломатон (Алабама)
Фломатон (енгл. Flomaton) град је у америчкој савезној држави Алабама. По попису становништва из 2010. у њему је живело 1.440 становника.

## Демографија
Према попису становништва из 2010. у граду је живело 1.440 становника, што је 148 (9,3%) становника мање него 2000. године.
| Група             | 2000.         | 2010.       |
| Белци             | 1.150 (72,4%) | 977 (67,8%) |
| Афроамериканци    | 369 (23,2%)   | 391 (27,2%) |
| Азијати           | 1 (0,1%)      | 2 (0,1%)    |
| Хиспаноамериканци | 29 (1,8%)     | 33 (2,3%)   |
| Укупно            | 1.588         | 1.440       |